# Night on Earth
Night on Earth ist ein US-amerikanischer Episodenfilm von Jim Jarmusch, in dem fünf Geschichten erzählt werden. Alle Episoden spielen in einem Taxi, zeitgleich in derselben Nacht, jedoch in fünf unterschiedlichen Städten: Los Angeles, New York, Paris, Rom und Helsinki. Der jeweilige Taxifahrer, in der ersten eine Taxifahrerin, greifen in das Schicksal der Fahrgäste ein, oder die Kunden beeinflussen das Schicksal der Fahrer. Die Episoden sind etwa gleich lang, jeweils etwa 25 Minuten. Sie wurden in den jeweiligen Landessprachen gedreht und auch nicht synchronisiert, sondern untertitelt, um die jeweiligen landesspezifischen Stimmungen besser wiederzugeben.

## Überblick über die Episoden
| Episode | Ort         | Beginn (Ortszeit) | Taxifahrer          | Taxi-Modell                            |
| ------- | ----------- | ----------------- | ------------------- | -------------------------------------- |
| 1       | Los Angeles | 19:07             | Winona Ryder        | 1985er Chevrolet Caprice Classic Wagon |
| 2       | New York    | 22:07             | Armin Mueller-Stahl | 1983er Ford LTD Crown Victoria         |
| 3       | Paris       | 4:07              | Isaach De Bankolé   | 1980er Peugeot 504                     |
| 4       | Rom         | 4:07              | Roberto Benigni     | 1976er Fiat 128                        |
| 5       | Helsinki    | 5:07              | Matti Pellonpää     | 1973er Volvo 144                       |

## Handlung

### Los Angeles
Am Flughafen treffen am frühen Abend durch Zufall zwei unterschiedliche Personen zusammen. Die Casting-Agentin und Karrierefrau Victoria lässt sich in einem heruntergekommenen Taxi von der jungen, Kaugummi kauenden und rauchenden Corky zu ihrem Haus in Beverly Hills fahren. Nachdem Victoria mit Vorgesetzten und Partnern Geschäfte am Mobiltelefon besprochen hat, kommt sie ins Gespräch mit ihrer Taxifahrerin. Es stellt sich heraus, dass beide Probleme in ihrem jeweiligen Job haben, an denen allerdings andere schuld sind. Victoria bietet Corky eine Filmrolle an. Dies lehnt Corky jedoch mit der Begründung ab, ihr Ziel sei es, Automechanikerin zu werden.

### New York
Spät am Abend gelten New Yorks Straßen als so unsicher, dass der Afroamerikaner Yoyo kein Taxi findet, das ihn nach Brooklyn fährt. Als schließlich doch noch eines anhält, macht Yoyo die Bekanntschaft mit dem aus Dresden eingereisten Helmut Grokenberger. Helmut spricht sehr schlecht Englisch und kommt mit dem Automatikgetriebe seines Taxis nicht zurecht. Also setzt sich Yoyo kurzerhand ans Steuer, schaltet das Taxameter ein und fährt selbst nach Brooklyn. Unterwegs kommen die beiden ins Gespräch und machen sich gegenseitig über ihre Namen und ihre Mützen lustig – bis Yoyo seine Schwägerin Angela entdeckt. Sie will ausgehen, doch Yoyo zerrt sie gegen ihren Willen ins Taxi, um sie daran zu hindern, alleine durch Brooklyn zu laufen. Sie schreien sich an und beleidigen sich gegenseitig. Ihren hitzigen Streit setzen sie auch noch fort, als sie das Taxi verlassen haben. Yoyo ruft Helmut hinterher, dass er in die falsche Richtung fahre, gibt aber auf, da Helmut schon zu weit weg ist, obwohl der den Wagen wegen der Schaltprobleme nur stotternd bewegt.

### Paris
Nach Mitternacht wirft der aus der Elfenbeinküste stammende Taxifahrer zwei Schwarzafrikaner, die sich über ihn lustig gemacht haben, aus seinem Auto. Kurze Zeit später nimmt er eine blinde Frau mit, die ihm harmloser erscheint als seine vorherigen Kunden. Doch die Frau überrascht trotz ihrer Behinderung mit zusätzlichen Fähigkeiten, erkennt im Gegensatz zu den beiden Afrikanern seine Herkunft präzise am Akzent und kontert auf seine Fragen über ihr Leben als Blinde äußerst scharfsinnig. Als die Frau das Taxi verlässt, verursacht der sehende Taxifahrer einen Unfall. Als sie die Unfallgeräusche und wütende Stimmen hört, die sich gegenseitig der Blindheit bezichtigen, lächelt sie nur und entfernt sich zu Fuß langsam vom Unfallort.

### Rom
Zur gleichen Zeit rast ein Taxifahrer mit Sonnenbrille durch die Gassen Roms. Um sich die Zeit zu vertreiben, flirtet er wortreich mit der Mitarbeiterin, die in der Taxizentrale am Funk sitzt, ohne das Mikrophon einzuschalten; er befährt Einbahnstraßen entgegen der Fahrtrichtung und legt sich mit anderen Autofahrern an. Als er einen älteren Priester als Passagier aufnimmt, kulminiert das Ganze in Absurditäten. Er nennt ihn fortlaufend „Bischof“, hält bei sich prostituierenden Transvestiten am Straßenrand an und beichtet dem Priester seine sexuellen Erfahrungen mit Kürbissen, Schafen und seiner Schwägerin. Der schwer herzkranke Priester erleidet auf der Rückbank – vom Fahrer unbemerkt – einen Infarkt, verschüttet seine Herzpillen und verstirbt unter Atemnot. Als der Fahrer endlich bemerkt, was los ist, setzt er den toten Gottesmann auf eine Parkbank und flieht.

### Helsinki
Kurz vor dem Morgengrauen nimmt der Taxifahrer Mika drei Betrunkene auf und fährt sie nach Hause. Zwei der Gäste erzählen über den völlig weggetretenen Dritten, er habe ein schweres Schicksal erlitten. Er habe an einem Tag seine Arbeit verloren, sein neues Auto sei demoliert worden und er habe von der Schwangerschaft seiner minderjährigen Tochter und dem Zerfall seiner Ehe erfahren. Darauf kontert Mika, dass es doch Schlimmeres gäbe, und meint damit seine Ehe, die Frühgeburt seiner Tochter und deren Tod nach drei Wochen. Die beiden Gäste sind dermaßen gerührt, dass sie versuchen, Mika zu trösten, und sich über ihren Kumpel ob seines „gespielten“ Leides ärgern.

## Bezüge
Die Episoden sind Hommagen an von Jarmusch geschätzte Regisseure: in Los Angeles an John Cassavetes, in New York an Spike Lee und in Helsinki (wo der Taxifahrer Mika und einer der Fahrgäste Aki heißt) an Aki und Mika Kaurismäki.
Der Name des New Yorker Fahrers ist eine Reverenz an Jarmuschs ersten Produzenten Otto Grokenberger. Mehrfach kommt als Schaltknüppel des römischen Fahrers eine Poolbillard-Kugel ins Bild – die schwarze Acht (italienisch otto). Mit einer solchen hatte der den Taxifahrer spielende Roberto Benigni im Jarmusch-Film Down By Law einen Verfolger erschlagen.
Aufeinander folgende Episoden sind durch ein gemeinsames Motiv verknüpft. In der ersten und der zweiten Episode ist der Job als Taxifahrer nicht der Wunschberuf. Corky will Automechanikerin werden, Helmut war in seiner Heimat Clown. Die Taxifahrer in der zweiten und dritten Episode sind Migranten. Das Motiv der Blindheit in der dritten Episode wird in der vierten Episode aufgenommen, wo der Fahrer aus Versehen nachts seine Sonnenbrille trägt. Die vierte und die letzte Episode verbindet der Tod des Priesters und die zu früh geborenen Tochter Mikas.
Die diskriminierenden Bemerkungen der Fahrgäste in der Pariser Episode beruhen auf einem Wortspiel. Der Fahrer stammt von der Elfenbeinküste (Côte d’Ivoire), ist also ivoirien, was sich ähnlich wie il (ne) voit rien (er sieht nichts) anhört.

## Dramaturgie
„Alle Episoden haben eine Gemeinsamkeit in dramaturgischer Hinsicht, die Dramaturgie der Tangente. Durch die Wahl des wiederkehrenden Handlungsortes ‚Taxi‘ regiert der epische Zufall im aufeinander Treffen von Figuren. Sie berühren sich ohne irgendeine gemeinsame Voraussetzung für eine kurze Zeit und gehen praktisch konsequenzlos auseinander. Aus der dadurch entstehenden Situation kann sich kein dramatischer Konflikt entwickeln. […] Ausschließlich aus der in allen Stories beträchtlichen Verschiedenheit der Charaktere, ihrer Situation, ihrer Vorgeschichte, ihres Temperaments werden die Vorgänge zwischen ihnen entwickelt. Die Handlungen der Figuren dienen nicht der Herstellung einer Kollision, sondern einer Enthüllung der unterschiedlichen Charaktere.“

## Auszeichnungen
- 1993: Frederick Elmes – Film Independent Spirit Awards, Best Cinematography

## Kritiken
Das Lexikon des internationalen Films befand: „Jim Jarmusch entwirft in durchgängig lakonischem Grundton Momentaufnahmen fernab jeden Hollywood-Glamours; eine entspannte, kurzweilige Fingerübung, ebenso ‚bescheiden‘ wie sympathisch.“
Roger Ebert schrieb in der Chicago Sun-Times, dass er am Ende des Films keine große Lektion gelernt und keine spannenden Schlussfolgerungen gezogen habe. Er habe aber die Gemeinschaft der Nacht geteilt, in der die Leute aufgeknöpft und verletzlich und mehr bereit seien, darüber zu sprechen, was sie wirklich bewegt.